# Cultura generale
Cultura generale è una definizione che indica la conoscenza di un'ampia gamma di argomenti, senza una specifica preparazione riguardo ad essi.
Il termine risulta ambiguo, essendo teoricamente comprensivo di tutta la conoscenza umana, ma di fatto limitandosi a coprire un arco specifico di conoscenze.